# Park Tabor
Park Tabor je park v Ljubljani in je obkrožen z ulico imenovano Tabor, v bližini Slovenskega etnografskega muzeja. V bližini stojita tudi Dom upokojencev Tabor in Park hotel ter cerkev Srca Jezusovega.
Sedanji park je ostanek nekdanjega velikega trga z drevesi ter potjo, ki je povezovala Vidovdansko cesto in Maistrovo ulico. Župan Ivan Hribar je želel na tej lokaciji urediti velik mestni park, vendar z idejo ni uspel. Leta 1926 so na tej lokaciji dogradili Sokolski dom, arhitekt je bil Ivan Vurnik. Ker je funkcija prostora tedaj poleg zgradbe zahtevala tudi zunanja igrišča, je za park ostalo malo prostora. Ostala je le četrtina prvotnega trga. Park je zasajen z lipami, nekaj javori, platanami in kostanji.
Na južnem delu parka so postavili fontano, ki z vodo obliva razpočeno kovinsko kroglo, tipično za kiparja Franceta Rotarja.
V parku Tabor se dogajajo številne športne, kulturne, izobraževalne in družabne prireditve.